# Bolitoglossa jugivagans
Bolitoglossa jugivagans is een salamander uit de familie longloze salamanders (Plethodontidae). De soort werd voor het eerst wetenschappelijk beschreven door Andreas Hertz, Sebastian Lotzkat en Gunther Köhler in 2013.

## Uiterlijke kenmerken
Bolitoglossa jugivagans is een kleine salamander met korte poten en een grijpstaart die langer is dan het lichaam. De lichaamslengte bedraagt 31 millimeter, met een staartlengte van 39 mm.

## Verspreiding en habitat
De salamander komt voor in delen van Midden-Amerika en leeft endemisch in Panama.